# زاك شامبيون
زاك شامبيون (بالإنجليزية: Zac Champion)‏ هو لاعب كرة قدم أمريكية ولاعب كرة قدم كندية أمريكي، ولد في 29 يونيو 1984 في برمنغهام في الولايات المتحدة.